# Organometallics
Organometallics (nach ISO 4-Standard in Literaturzitaten ebenfalls mit Organometallics bezeichnet) ist eine Peer-Review Fachzeitschrift, die seit 1982 von der American Chemical Society herausgegeben wird und derzeit alle zwei Wochen erscheint. Die veröffentlichten Artikel decken das gesamte Gebiet der metallorganischen Chemie ab.
Nach der Statistik des ISI Web of Knowledge wird das Journal in der Kategorie anorganische und Kernchemie an sechster Stelle von 44 Zeitschriften und in der Kategorie organische Chemie an zwölfter Stelle von 57 Zeitschriften geführt.
Aktueller Chefredakteur ist Paul J. Chirik (Princeton University, Vereinigte Staaten).

## Distinguished Author Award
Zusammen mit den Abteilungen für Organische und für Anorganische Chemie der American Chemical Society vergibt die Zeitschrift den Distinguished Author Award an Wissenschaftler, die im Fachgebiet der Zeitschrift herausragende Forschung publiziert haben. Die bisherigen Preisträger sind:
- 2021 – Robert J. Gilliard, Jr.[5]
- 2020 – Viktoria Däschlein-Gessner[6]
- 2019 – Ian Tonks[7]
- 2018 – Tianning Diao[8]
- 2017 – Alexander J. M. Miller[9]
- 2016 – Valentine P. Ananikov[8]
- 2014 – John F. Hartwig[8]